# Rappresentante di lista

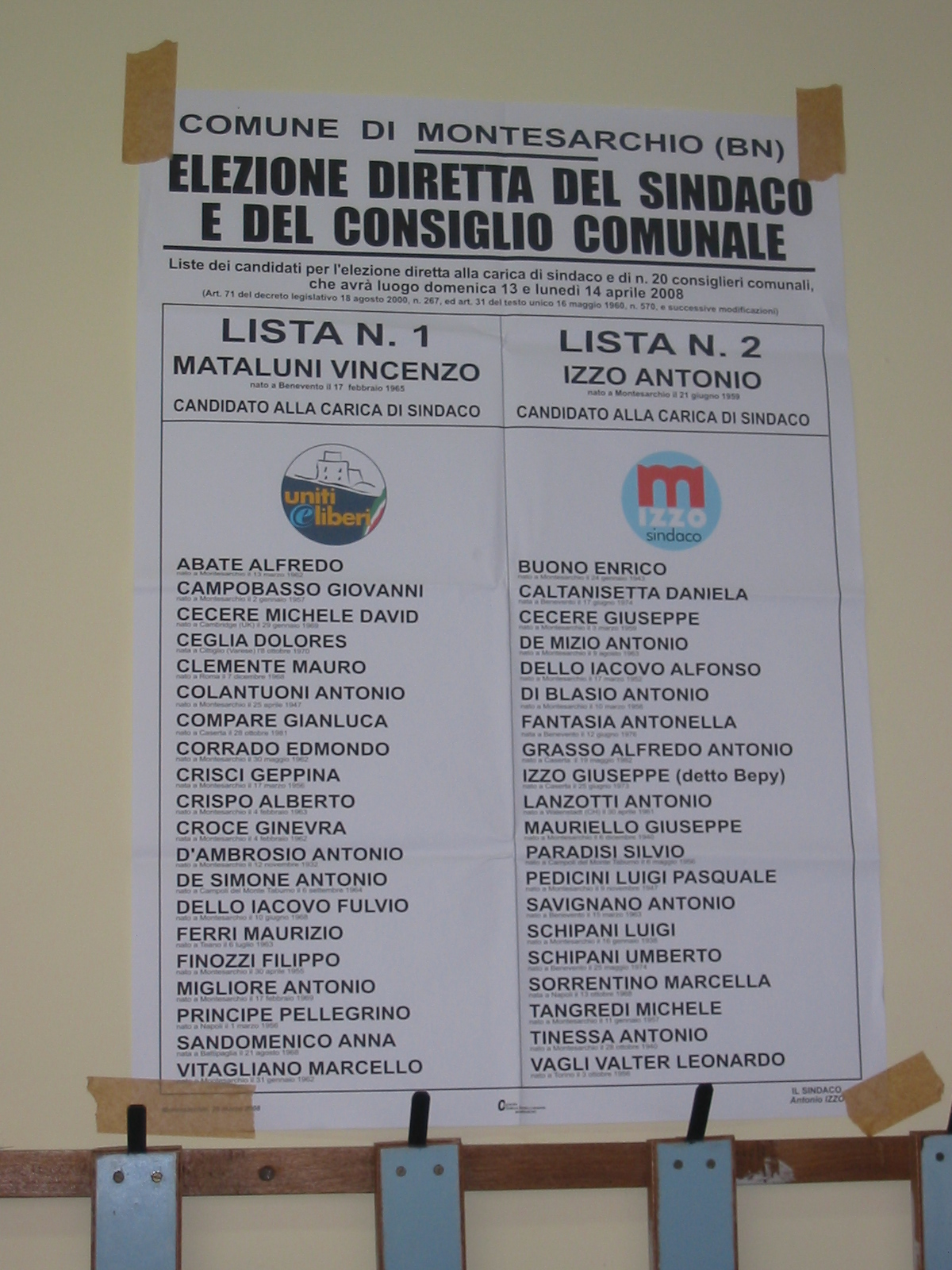
Manifesto ufficiale recante i nominativi dei candidati a una consultazione elettorale

Il/La rappresentante di lista, in base alla normativa elettorale italiana, è la persona incaricata di assistere alle operazioni di voto e di scrutinio per conto di un partito, di un/a candidato/a che concorre alle elezioni o di un comitato promotore di una consultazione referendaria.
Pur non essendo annoverato/a fra i componenti dell'ufficio elettorale di sezione, egli/ella riveste la qualifica di pubblico ufficiale durante l'esercizio delle sue funzioni; pertanto può incorrere nei reati di abuso d'ufficio, concussione, corruzione, peculato e rifiuto e omissione d'atti d'ufficio, oltre ai reati specifici contemplati dalla normativa elettorale.

## Nomina

### Nomina dei rappresentanti di lista
I/Le rappresentanti dei gruppi politici e delle liste di candidati sono designati dai/lle delegati del gruppo o della lista; l'assegnazione dell'incarico deve avvenire in forma scritta. L'atto deve inoltre essere autenticato da un pubblico ufficiale in servizio nel territorio di competenza del proprio ufficio e deve contenere:
- la dichiarazione da parte del pubblico ufficiale che il documento è stato firmato in sua presenza, previa verifica dell'identità della persona che sottoscrive;
- l'indicazione del luogo e della data dell'autenticazione;
- l'indicazione della qualifica precisa del pubblico ufficiale;
- la firma estesa del pubblico ufficiale;
- il timbro dell'ufficio.

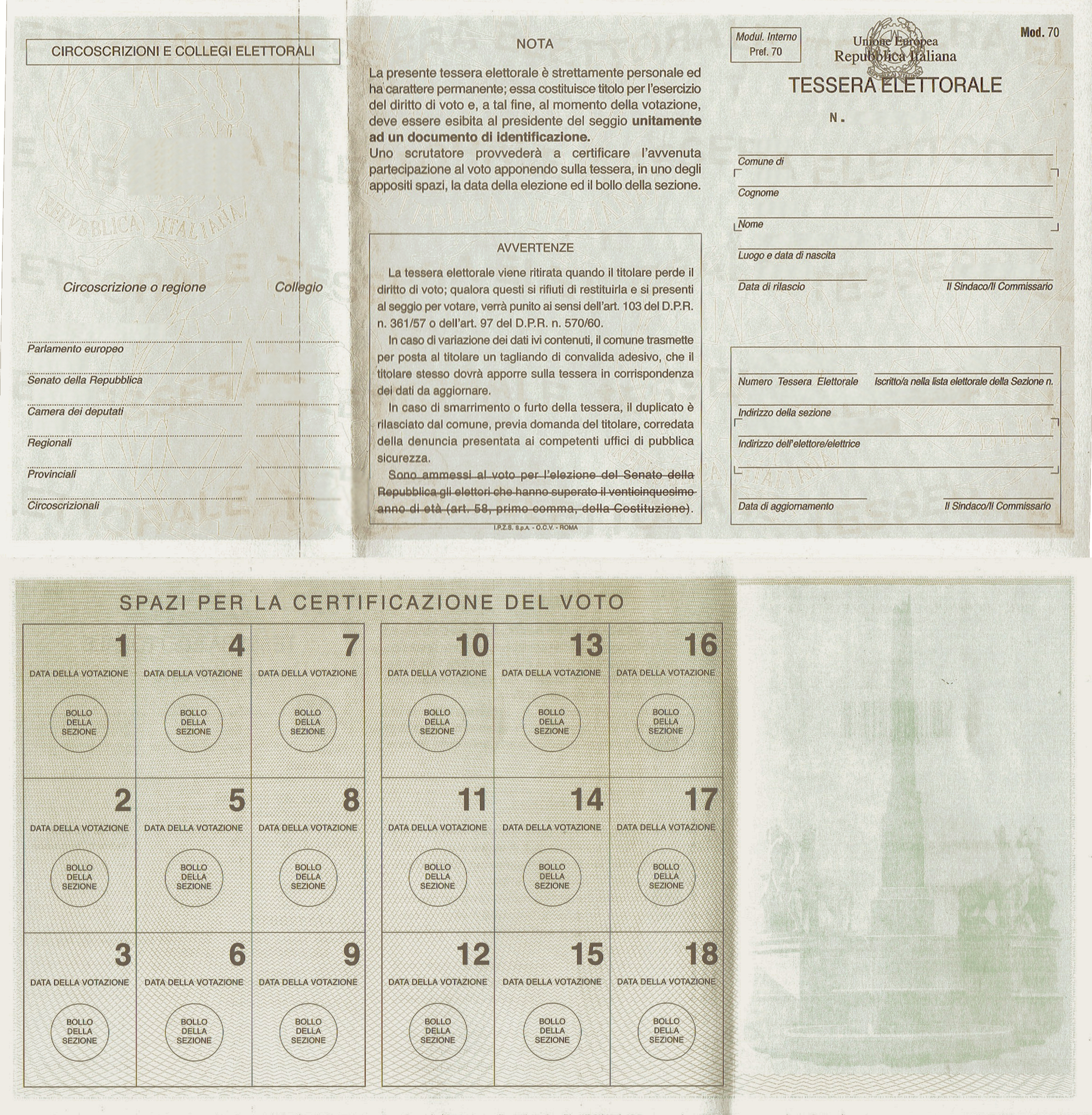
Facsimile di tessera elettorale

Gli atti di designazione dei/lle rappresentanti di lista possono essere consegnati al segretario comunale entro il venerdì antecedente la data delle votazioni; in alternativa, i rappresentanti incaricati possono presentare l'attestazione direttamente al presidente di seggio prima che abbiano inizio le operazioni di voto. In ogni caso è opportuno che i/le rappresentanti di lista siano muniti della tessera elettorale e di un documento di riconoscimento.
Ciascun soggetto politico può nominare fino a un massimo di due rappresentanti – un «effettivo» e un «supplente» – per ogni sezione elettorale; il supplente è autorizzato a esercitare le sue funzioni soltanto in caso di assenza temporanea o definitiva del collega. Al pari degli/le scrutatori e scrutratrici, del/la presidente e del/la segretario di seggio, il/la rappresentante di lista ha facoltà di votare presso la sezione a cui è stato assegnato, anche se diversa da quella in cui risulta iscritto.

### Requisiti
Per poter ricoprire l'incarico di rappresentante di lista occorre possedere i seguenti requisiti:
- essere cittadini italiani maggiorenni;
- essere iscritti/e nelle liste degli elettori del territorio interessato dalla votazione, con riferimento alla circoscrizione in caso di elezioni politiche o europee;
- essere in grado di leggere e di scrivere.

Non possono, in ogni caso, svolgere le funzioni di rappresentante di lista gli appartenenti alle forze di polizia.

## Compiti
Il compito principale del/la rappresentante di lista consiste nel prevenire eventuali irregolarità ai danni del gruppo politico, del/la candidato/a o del comitato referendario che egli/ella rappresenta. In nessun caso può ostacolare o rallentare il corretto svolgimento delle operazioni elettorali: il/la presidente di seggio, consultati gli scrutatori e le scrutatrici, può disporre l'allontanamento dei/lle rappresentanti che esercitino pressioni sugli elettori ed elettrici o che, sebbene richiamati due volte, continuino a intralciare le operazioni (in questi casi è prevista anche la pena della reclusione da due a cinque anni, oltre a una sanzione pecuniaria).
Se regolarmente accreditato secondo la procedura prevista dalla legge, il/la rappresentante di lista – in particolare – ha facoltà di:
- trattenersi all'esterno della sala della votazione, durante l'intervallo di tempo in cui questa rimane chiusa;
- assistere a tutte le operazioni, sedendo al tavolo del seggio elettorale o in sua prossimità;
- indossare un bracciale o un distintivo recante esclusivamente il contrassegno della lista o del soggetto che egli rappresenta;
- chiedere al/la presidente di seggio e al/la segretario/a di inserire sinteticamente nel verbale eventuali dichiarazioni, in caso di proteste o irregolarità;
- apporre la propria firma sui verbali, sui plichi contenenti gli atti relativi alle operazioni svolte, sulle strisce di chiusura dell'urna e sui sigilli posti sulle finestre e sulla porta di accesso alla sala.

Egli/Ella non è invece autorizzato a:
- toccare le schede elettorali;
- effettuare propaganda politica;
- redigere elenchi di persone che si siano astenute dal voto oppure, al contrario, che abbiano votato;
- assistere alle operazioni di scrutinio relative a una votazione per la quale non è accreditato, in caso di svolgimento contemporaneo di due o più consultazioni.

## Indennità e permessi
I/Le rappresentanti di lista, se lavoratori dipendenti, hanno diritto a un giorno di riposo retribuito per la domenica in cui si svolgono le elezioni, oltre a uno oppure due giorni di permesso retribuito per il sabato e il lunedì, in cui si tengono generalmente l'allestimento del seggio e lo scrutinio. Ai/lle rappresentanti di lista non spetta invece alcuna indennità in denaro.